# Râul Ciric
Râul Ciric este un curs de apă, afluent al râului Bahlui. Are o lungime de 17 km și o suprafață a bazinului de 58 km². 
Confluența cu râul Bahlui se realizează pe teritoriul municipiului Iași, după ce în amonte formează câteva lacuri de baraj artificial: Lacul Dorobanț, Lacul Aroneanu, Lacurile Ciric (Lacul Ciric I, Lacul Ciric II și Lacul Ciric III - Veneția).